# Maria Elisabete Jorge
Maria Elisabete Jorge (Viçosa, 20 de abril de 1957), também conhecida como Bete dos Pesos, é uma treinadora e ex-levantadora de peso brasileira.
A atleta se profissionalizou na modalidade aos 34 anos, uma idade considerada “tarde” para começar a carreira esportiva. Em 1992, Bete foi campeã sul-americana na Argentina e, em 1994, na Colômbia, tornou-se bicampeã. No Campeonato Mundial de 1994, em Istambul, ela ficou em sétimo na prova do arranque, mas não obteve resultado no arremesso. Ela também partipou dos Jogos Pan-Americanos de 1999, em Winnipeg, ficando na sétima posição na categoria até 53 kg, e do Campeonato Mundial, em Atenas, na mesma categoria.
Maria Elisabete participou dos Jogos Olímpicos de Verão de 2000, realizados em Sydney, na Austrália, na categoria até 48 kg. Ela foi a primeira mulher brasileira a disputar as Olimpíadas no levantamento de peso.
Antes de iniciar no levantamento de peso, ela foi goleira no handebol, jogou basquete e praticou atletismo. Já trabalhou como lavadeira, garçonete e faxineira em sua cidade natal.
Em novembro de 2024, tornou-se vice-presidente da Confederação Brasileira de Levantamento de Pesos.